# Dennis Kipruto Kimetto
Dennis Kipruto Kimetto (auch Dennis Kipruto Koech; * 22. Januar 1984 in Kapsisiywa) ist ein kenianischer Langstreckenläufer, der sich auf Straßenläufe spezialisiert hat und in Kapngetuny lebt. Er hielt mit 2:02:57 Stunden bis 2018 den Weltrekord im Marathonlauf, den er beim Berlin-Marathon 2014 aufgestellt hat.

## Werdegang
Gemeinsam mit vier Brüdern und drei Schwestern wuchs Dennis Kimetto in Kapngetuny auf. Er arbeitete auf der Farm seiner Eltern, ehe er als 24-Jähriger auf Einladung von Geoffrey Mutai im Trainingscamp des holländischen Managers Gerard van de Veen mit dem Laufsport begann.
2011 siegte er beim Halbmarathonbewerb des Nairobi-Marathons.
Bei seinem ersten Start im Ausland gewann er am 17. Februar 2012 den hochdotierten RAK-Halbmarathon. Beim Berliner Halbmarathon triumphierte er am 1. April 2012 über den amtierenden Halbmarathon-Weltmeister Wilson Kiprop. 
Seine Siegerzeit von 59:14 min wäre Juniorenweltbestzeit gewesen; jedoch stellte sich bei der Überprüfung seines Passes heraus, dass dieser nicht auf den Namen Koech, unter dem er bislang angetreten war, ausgestellt war, sondern auf den Namen Dennis Kipruto Kimetto, und dass als Geburtsjahr dort 1984 und nicht das vom Management angegebene Jahr 1994 eingetragen war.
Einen Monat später siegte Kimetto bei den 25 km von Berlin in der Weltrekordzeit von 1:11:18 h. 
Am 30. September gab er ebenfalls in Berlin sein Marathon-Debüt. Seine Zeit von 2:04:16 h, mit der er Zweiter wurde, war die zweitschnellste je bei einem Debüt gelaufene.

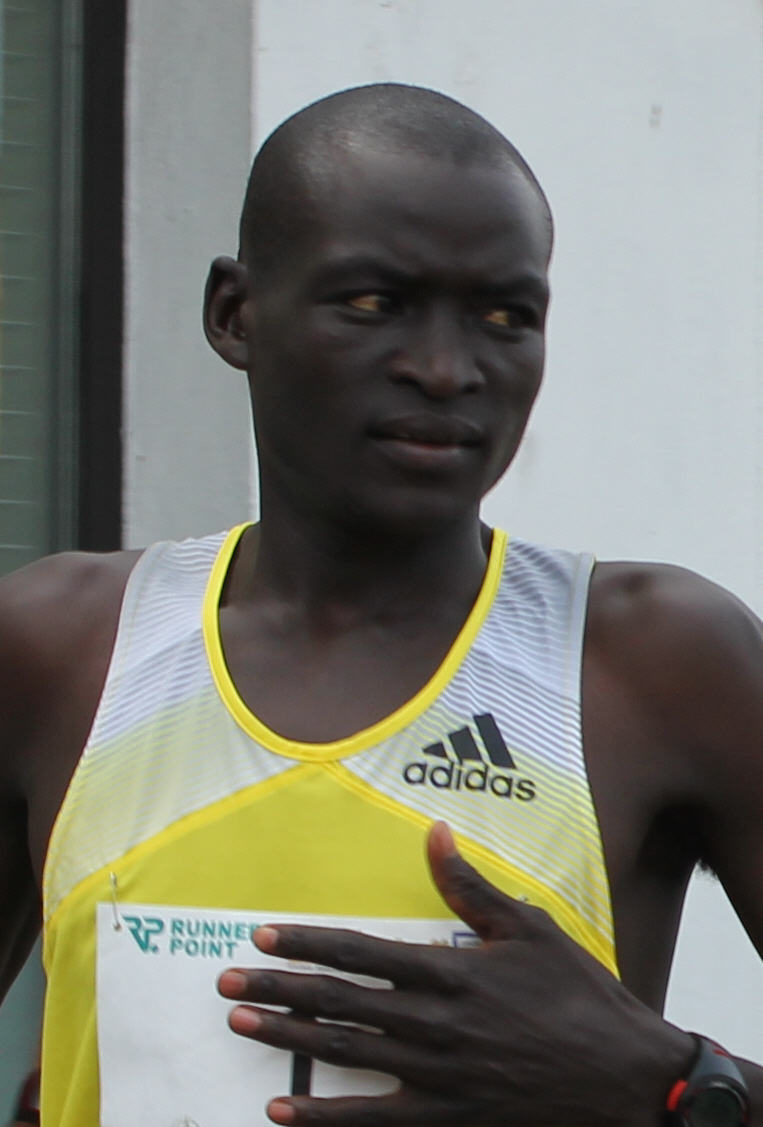
Dennis Kipruto Kimetto 2013 in Schortens

2013 gewann er den Tokio-Marathon in 2:06:50 h und den Chicago-Marathon, bei dem er mit 2:03:45 h nur 22 Sekunden über dem Weltrekord blieb.
Nachdem er im April 2014 den Boston-Marathon wegen Muskelproblemen im Oberschenkel hatte abbrechen müssen, lief er den Berlin-Marathon in Weltrekordzeit (2:02:57 Stunden) und damit als erster Mensch unter 2:03:00 h. Sein Weltrekord bestand bis zum 16. September 2018 und wurde an diesem Tag von Eliud Kipchoge unterboten.

## Persönliche Bestzeiten
- 10.000 m: 28:30,0 min, 16. Juli 2011, Nairobi
- 15-km-Straßenlauf: 42:57 min, 17. Februar 2012, Ras Al Khaimah
- 20-km-Straßenlauf: 57:25 min, 17. Februar 2012, Ras Al Khaimah
- Halbmarathon: 59:14 min, 1. April 2012, Berlin
- 25-km-Straßenlauf: 1:11:18 h, 6. Mai 2012, Berlin (WR)
- 30-km-Straßenlauf: 1:27:38 h, 28. September 2014, Berlin
- Marathon: 2:02:57 h, 28. September 2014, Berlin (ehemaliger Weltrekord)